# Молодая Бельгия
«Молодая Бельгия» (фр. La Jeune Belgique) — бельгийский литературно-художественный журнал, орган одноимённого литературного объединения.

## История
Издавался в Брюсселе в 1881—1897 годах.

## Участники
Журнал объединил представителей франкоязычного натурализма (Камиль Лемонье) и деятелей бельгийского символизма, наследников французского Парнаса. К числу наиболее активных авторов журнала принадлежали Иван Жилькен (руководил журналом в 1893-1897 годах), Жорж Роденбах, Макс Валлер, Альбер Жиро, Морис Метерлинк, Эмиль Верхарн, Эмиль Ван Аренберг. К журналу был близок художник и скульптор Константин Менье.